# هنري وارد بيتشر
هنري وارد بيتشر (بالإنجليزية: Henry Ward Beecher)‏ (24 يونيو 1813 - 8 مارس 1887) رجل دين أمريكي، مصلح اجتماعي ومتحدث معروف بدعمه لإلغاء العبودية، أكد على أهمية محبة الله. أثر تركيزه الخطابي على محبة المسيح على التيار السائد في المسيحية حتى يومنا هذا.
هنري وارد بيتشر هو ابن ليمان بيتشر القسيس الكالفيني والذي كان أحد أشهر المبشرين في عصره. كان العديد من إخوانه وأخواته معلمين ونشطاء معروفين، أبرزهم هيريت بيتشر ستو التي اكتسبت شهرة عالمية بسبب روايتها كوخ العم توم. تخرج هنري وارد بيتشر من كلية أميرست عام 1834 وكلية لين اللاهوتية عام 1837 قبل عمله كقسيس في إنديانابوليس ولورنسبورغ الواقعتين بولاية إنديانا.
أصبح بيتشر في عام 1847 القس الأول لكنيسة بليموث في بروكلين في نيويورك. وسرعان ما اكتسب شهرة في المحاضرات بسبب أسلوبه الخطابي الجديد الذي استخدم فيه الفكاهة واللهجة العامية. نشر خلال خدمته افكارًا تؤكد محبة الله قبل كل شيء. كما ازداد اهتمامه بالإصلاح الاجتماعي، وخاصة حركة إلغاء عقوبة الإعدام. جمع في السنوات التي سبقت الحرب الأهلية الأموال لشراء العبيد من الأسر وإرسال البنادق (التي سميت أناجيل بيتشر) إلى نشطاء حركة إلغاء العبودية الذين قاتلوا في كانساس. سافر بجولة في أوروبا خلال الحرب الأهلية، وتحدث عن دعم الاتحاد.
دعم بيتشر بعد الحرب قضايا الإصلاح الاجتماعي مثل حق المرأة في التصويت وحركة الاعتدال في شرب الكحول. كما دافع عن نظرية تشارلز داروين في التطور مشيرًا إلى أنها لا تتعارض مع المعتقدات المسيحية. أشيع عنه أنه كان زانيًا، نشرت مجلة وودهول وكلافلين الاسبوعية في عام 1872 قصة عن علاقته مع إليزابيث ريتشاردز تيلتون زوجة صديقه وزميله السابق ثيودور تيلتون. وجه تيلتون في عام 1874 اتهامات علاقة بيتشر بزوجه. أقيمت محاكمة مع هيئة محلفين وكانت واحدة من أكثر المحاكمات التي كُتب عنها على نطاق واسع.
دفعت مسيرة بيتشر الطويلة كشخص مشهور كاتب السير الذاتية ديبي آبلغيت إلى وصفه بالرجل الأكثر شهرة في أمريكا.

## نشأته
ولد بيتشر في ليتشفيلد في كونيتيكت، وهو الطفل الثامن من بين 13 طفل، والده ليمان بيتشر خطيب ديني من بوسطن. كان من بين أشقائه الكاتب هيريت بيتشر ستو، والمعلمان كاثارين بيتشر وتوماس بيتشر، والناشطان تشارلز بيتشر وإيزابيلا بيتشر هوكر. توفت والدة بيتشر روكسانا عندما كان هنري في الثالثة من عمره، وتزوج والده من هارييت بورتر، التي وصفها هنري بأنها كانت فظة وتعاني من نوبات الاكتئاب. درسَ بيتشر في المدرسة لفترة من الوقت في وايتينسفيل في ماساتشوستس.
كانت أسرة بيتشر عبارة عن مزيج بين اللهو والجدية. كانت الأسرة فقيرة، وضع ليمان بيتشر لأطفاله «جدولًا مزدحمًا لاجتماعات الصلاة والمحاضرات والخدمات الدينية» وحظر المسرح والرقص والاحتفال بعيد الميلاد. تضمنت أوقات التسلية العائلية سرد القصص والاستماع إلى والدهم وهو يعزف الكمان.
كان لدى بيتشر تأتأة في مرحلة الطفولة واعتُبر قليل الذكاء مقارنةً ببقية اخوته اللامعين. سبب أدائه الضعيف له عقوباتٍ مثل إجباره على الجلوس لساعات في ركن الفتيات مرتديًا قبعة الأغبياء. بدأ في سن الرابعة عشر دراسته في معهد ماونت بليزانت الكلاسيكي وهي مدرسة داخلية في أميرست بولاية ماساتشوستس حيث التقى فوندوليك اليوناني. ارتادا كلية أميرست معًا حيث وقعا عقدًا تعهدا فيه بالصداقة مدى الحياة والحب الأخوي. توفي فوندوليك بسبب الكوليرا بعد عودته إلى اليونان في عام 1842، وسمى بيتشر ابنه الثالث نسبة له.
أدى بيتشر أول تجربة له في التحدث أمام الجمهور في السنوات التي قضاها في أميرست، وقرر الانضمام إلى الوزارة متخليًا عن حلمه المبكر في الذهاب إلى البحر. التقى بزوجه المستقبلية يونيس بولارد ابنة طبيب معروف، وخطبها في 2 يناير 1832. طور اهتمامه بعلم فراسة الدماغ الزائف في محاولة لربط سمات الشخصية بشكل جمجمة الإنسان.
تخرج بيتشر من كلية أميرست في عام 1834 ثم ارتاد مدرسة لين اللاهوتية في سينسيناتي بولاية أوهايو. ترأس مدرسة لين والد بيتشر الذي أصبح أشهر واعظ أمريكي. قُسم الطلاب من خلال سؤالهم عن العبودية: إذا كانوا يدعمون شكل من أشكال التحرر التدريجي كما فعل ليمان بيتشر، أو يطالبون بالتحرر الفوري. بقي بيتشر بعيدًا إلى حد كبير عن ذلك الجدل متعاطفًا مع الطلاب الراديكاليين (التحرر الفوري) ولكنه لم يرغب في تحدي والده. تخرج عام 1837.

## النشاط الاجتماعي والسياسي

### إلغاء العبودية
شارك هنري وارد بيتشر في العديد من القضايا الاجتماعية في عصره وأبرزها إلغاء العبودية. على الرغم من كره بيتشر للعبودية منذ بداياته الدراسية، إلا أنَّ وجهات نظره كانت أكثر اعتدالًا بشكل عام من وليم لويد غاريسون الذي دعا إلى تفكيك الاتحاد إذا كان سيؤدي أيضًا إلى إنهاء العبودية. جاءت نقطة تحول شخصية بيتشر في أكتوبر عام 1848 عندما علم بوجود شابتين هربتا من العبودية ثم أُعيدتا. عرض على المالك فدية لفك الأسر وطلب بيتشر المساعدة في جمع الأموال. جمع بيتشر أكثر من ألفي دولار لاسترداد حرية الفتاتين، أقام في 1 يونيو عام 1856 مزادًا آخر للحصول على مساهمات كافية لشراء حرية شابة تدعى سارة.
هاجم بيتشر في مقالته التي نشرت على نطاق واسع وحملت عنوان (يجب أن نتنازل) تسوية عام 1850، كانت التسوية عبارة عن حل وسط بين مكافحة العبودية والموالين للاستعباد بوساطة من السيناتور اليميني هنري كلاي. حظرت التسوية العبودية من كاليفورنيا وتجارة الرقيق من واشنطن العاصمة على حساب قانون العبيد الهارب، اعترض بيتشر على البند الأخير على وجه الخصوص بحجة أنه كان من واجب المسيحيين إطعام وإيواء العبيد الهاربين. قال بيتشر أنَّ العبودية والحرية أمران متعارضان بشكل أساسي، مما جعل التسوية مستحيلة: «يجب أن يفني أحدهما الآخر». دعم بيتشر في عام 1856 حملة جون سي فريمونت الرئاسية والذي أيد إلغاء العبودية، وهو أول مرشح رئاسي للحزب الجمهوري. خسر فريمونت أمام الديمقراطي جيمس بيوكانان على الرغم من مساعدة بيتشر. جمع بيتشر أموالًا خلال نزاع ما قبل الحرب الأهلية في إقليم كانساس والمعروف باسم نزيف كانساس لإرسال بنادق شارب إلى قوات حركة إلغاء العبودية مشيرًا إلى أنَّ الأسلحة ستفيد أكثر من مئة كتاب مقدس. قامت الصحافة بعد ذلك بتسمية البنادق أناجيل بيتشر. أصبح بيتشر مكروهًا على نطاق واسع في الجنوب الأمريكي بسبب أنشطته لإلغاء العبودية وتلقى العديد من التهديدات بالقتل.
أرسل الرئيس أبراهام لينكولن بيتشر في جولة حول أوروبا في عام 1863 أثناء الحرب الأهلية لإلقاء خطابات دعمًا لقضية الاتحاد. ساعدت خطابات بيتشر على تغيير المشاعر الشعبية الأوروبية لتصبح ضد الولايات الكونفدرالية الأمريكية المتمردة ومنع الاعتراف بها من قبل القوى الأجنبية. دُعي بيتشر للتحدث في حصن سمتر في كارولينا الجنوبية في ختام الحرب في أبريل 1865 حيث أشعلت الشرارة الأولى للحرب، اختاره لينكولن شخصيًا مرة أخرى قائلاً: «كان من الأفضل إرسال بيتشر لرفع العلم لأنه لولا بيتشر لما كان هناك علم لرفعه.»

## وصلات خارجية
- هنري وارد بيتشر على موقع الموسوعة البريطانية (الإنجليزية)
- هنري وارد بيتشر على موقع قاعدة بيانات برودواي على الإنترنت (الإنجليزية)
- هنري وارد بيتشر على موقع إن إن دي بي (الإنجليزية)
- مؤلفات هنري وارد بيتشر في مشروع غوتنبرغ
- أعمال أو نبذة عن هنري وارد بيتشر على أرشيف الإنترنت
- أعمال هنري وارد بيتشر في ليبري فوكس
- هنري وارد بيتشر على موقع فايند أغريف